# Oglasa diasticta
Oglasa diasticta är en fjärilsart som beskrevs av George Francis Hampson 1926. Oglasa diasticta ingår i släktet Oglasa och familjen nattflyn. Inga underarter finns listade i Catalogue of Life.